# سیارک ۲۱۵۷۲
سیارک ۲۱۵۷۲ (به انگلیسی: 21572 Nguyen-McCarty، نامگذاری:1998RQ52) بیست و یک هزار و پانصد و هفتاد و دومین سیارک کشف شده‌است که در ۱۴ سپتامبر ۱۹۹۸ کشف شد.
قدر مطلق سیارک برابر ۱۴٫۰ است.